# Simão Pedro Toledo
Simão Pedro Toledo (Pouso Alegre, 11 de junho  de 1939 – Belo Horizonte, 2 de maio de 2009) foi bacharel em ciências jurídicas e sociais, professor universitário, advogado e político brasileiro do estado de Minas Gerais.

## Início de vida e formação
Filho do ex-vereador e ex-prefeito de Pouso Alegre Tuany Toledo, cursou o primário na EE Monsenhor José Paulino e o ginasial no Colégio São José, ambos instituições educacionais de sua cidade natal. Em 1963, formou-se em Direito pela Faculdade de Direito do Vale do Paraíba, em São José dos Campos, no estado de São Paulo.

## Carreira como professor
No magistério, foi professor de Português e Literatura no Colégio São José. No meio universitário, atuou na Faculdade de Direito do Sul de Minas, onde foi professor titular de Direito Civil II. Na mesma instituição, foi professor assistente de Teoria Geral do Estado e professor na especialização em Direito do Trabalho e Direito Civil.
Ainda nessa faculdade, ocupou o cargo de vice-diretor, entre 1993 e 1996. Também foi membro do colegiado superior e chefe do departamento de Direito Privado e membro do conselho departamental.

## Carreira política
Em 1970, filiado à ARENA, inicia a vida política ao ser eleito vereador. Durante o período em que esteve no poder legislativo, ocupou a presidência da Câmara Municipal de Pouso Alegre no período de 1971 a 1972. Foi prefeito da cidade por dois mandatos, de 1973 a 1976 — ainda como membro da ARENA — e de 1983 a 1988 — a essa altura já associado ao PDS.

### Primeiro mandato como prefeito
Durante a primeira vez em que ocupou o cargo de prefeito de Pouso Alegre, várias empresas se instalaram no município — como parte de um processo de industrialização que a cidade estava experimentando desde a instalação da Rodovia Fernão Dias. Entre elas, podem ser citadas a Liberty Jeans, Locomotiva, Monte Belo, Palma Conservas Tropicais, Refinações de Milho Brasil (atual Unilever), São Paulo Alpargatas, Tecnifood e Windson Produtos Farmacêuticos.

### Segundo mandato como prefeito
Em sua segunda passagem pela prefeitura, participou na captação de mais empresas para cidade. Nesse período, instalaram-se no município a Brasinca (mais tarde chamada de Usiminas Automotiva), a Sobral Invicta e a Sanobiol. Também nessa época, criou o Programa da Microempresa, em que uma área no bairro São João foi destinada para a instalação de empresas pequenas, medida que deu origem a um minidistrito industrial naquela área do município.
Ainda no segundo mandato na administração de Pouso Alegre, Toledo transformou a antiga estação ferroviária na Casa de Cultura Menotti Del Picchia e reformou o Teatro Municipal. Remodelou a Praça de Esportes Municipal Prefeito Alvarim Vieira Rios e o Ginásio Poliesportivo, além de construir diversos centros recreativos, em dez bairros da cidade.

### Passagem pela Assembleia Legislativa de Minas Gerais
Foi deputado estadual em Minas Gerais na 12ª e na 13ª legislaturas (1991 a 1997) pelo PTB e PSDB. Nos dois mandatos como membro do poder legislativo estadual, foi presidente das comissões de Assuntos Municipais e de Redação, além de vice-presidente da Comissão de Constituição e Justiça e membro efetivo das comissões de Administração Pública e de Assuntos Municipais. Também atuou como líder da bancada do PTB e vice-líder do bloco de Reorganização Democrática.

## Conselheiro do TCE-MG

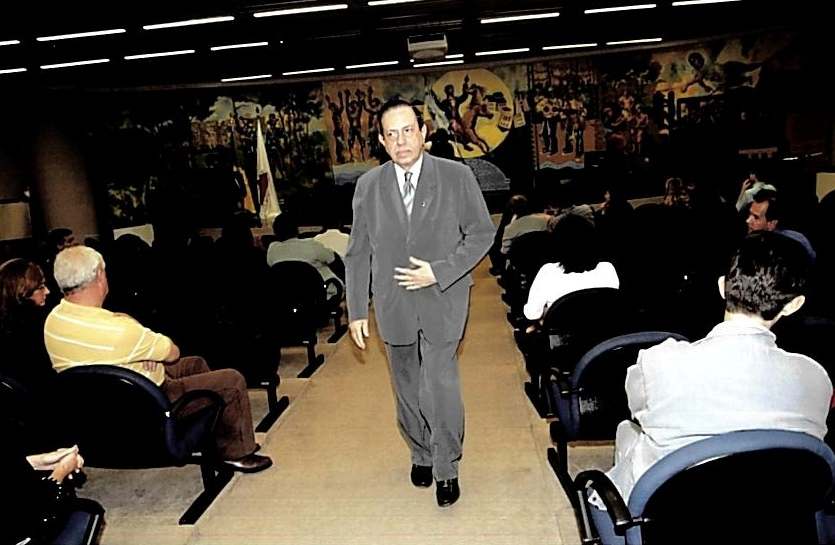
Simão Pedro Toledo, durante período em que era conselheiro do TCE-MG, caminha no Auditório Vivaldi Moreira

No dia 19 de maio de 1997, deixou a cadeira na Assembleia Legislativa para assumir o cargo de conselheiro do Tribunal de Contas do Estado de Minas Gerais. Foi indicado após votação interna, considerada uma das mais acirradas já realizadas.
Disputando a vaga com o deputado Kemil Kumaira, terminou empatado na eleição realizada em 9 de abril de 1997, que foi anulada posteriormente por uma incompatibilidade entre a quantidade de votos e o número de votantes. Um novo pleito foi realizado em 18 de abril de 1997, em que Simão Pedro Toledo venceu a disputa por 41 votos a 34.
No TCE-MG, foi corregedor de 1999 a 2000 e vice-presidente de fevereiro de 2001 a fevereiro de 2003. Presidiu o tribunal de fevereiro de 2003 a fevereiro de 2005, período em que continuou a modernização da corte. Também promoveu a agilização dos julgamentos e a realização de cursos para servidores municipais, vereadores e prefeitos.

## Morte
Simão Pedro Toledo morreu em 2 de maio de 2009, em Belo Horizonte aos 69 anos de idade, deixando a esposa e três filhos. Foi sepultado, no dia seguinte, em Pouso Alegre.

### Homenagens
Em 14 de setembro de 2009, foi promulgada a lei municipal 4.841, que deu o nome de Palácio Dr. Simão Pedro Toledo ao prédio em que está instalada a Câmara Municipal de Pouso Alegre. No mesmo local, em 17 de dezembro de 2021, um busto em homenagem ao ex-prefeito foi inaugurado. Além disso, no Museu Municipal Tuany Toledo — que tem o nome de seu pai — instalado em um anexo da Câmara, há um espaço dedicado a Simão Pedro, composto de duas vitrines com objetos pessoais e a medalha de cidadão honorário de Belo Horizonte, concedida no período em que era conselheiro do TCE-MG.